# 久慈暁子
久慈 暁子（くじ あきこ、1994年7月13日 - ）は、日本のタレント、 元フジテレビアナウンサー。インセント所属。夫はプロバスケットボール選手の渡邊雄太。

## 経歴
岩手県奥州市出身で身長は166センチメートル。岩手県立水沢高等学校を経て、青山学院大学経済学部で「ニューヨーク都市文化論」を専攻した。
2013年春に大学進学のため上京し、5月に渋谷でスカウトされて芸能の仕事を始める。『2014年旭化成グループキャンペーンモデル』、2014年8月に『第45回non-noモデルオーディション』でグランプリに選ばれ、2014年11月号から2017年4月号まで同誌専属モデルを務めた。大学卒業までイリューム（インセント）に所属した。
アナウンサーとしてフジテレビと日本テレビから採用内定され、2017年に安宅晃樹、海老原優香、黒瀬翔生の3人とともにアナウンサーとしてフジテレビへ入社する。7月から「アナパンシリーズ」10代目を担当し、10月から『めざましテレビ』でスポーツキャスターと情報キャスターを2021年3月まで務めた。2019年4月から2022年4月まで、『めざましどようび』で総合司会、2021年1月からスポーツキャスターを兼任した。2021年3月末から『めざまし8』火曜日の情報キャスター、4月から『さんまのお笑い向上委員会』のアシスタントを務めた。
2021年4月発売の『週刊文春』で、自身のSNSで特定の美容院や系列店の紹介をする見返りとして無料のサービスを受けるステルスマーケティングの疑いが報じられ、6月に自身のInstagramで謝罪した。当該事案で井上清華、宮澤智、木下康太郎、堤礼実、三上真奈、杉原千尋、海老原優香、三田友梨佳も自身のInstagramで謝罪を行い、フジテレビはこの件について「社員就業規則に抵触する行為が認められました」がステルスマーケティングに該当しない、とした。
2022年1月22日放送の『めざましどようび』で、同年4月30日にフジテレビを退社する事を明らかにした。退社後は大学時代に所属した芸能事務所「インセント」に再び所属することが3月7日に分かった。4月2日放送の同番組生出演を最後に、フジテレビアナウンサーとしての担当番組を全て降板した。
4月30日にフジテレビを退社して5月1日からインセントに所属して活動する。
5月26日に退社後初めてフジテレビの番組に出演し、『ポップUP!』の生放送でプロバスケットボール選手の渡邊雄太と婚約を発表した。5月27日に結婚を発表した。

## 人物
久慈が高校1年生の時、岩手県の実家で東日本大震災が発生し停電したため、当初は津波が発生したこともわからない状況だった。
家族構成は父・母・兄。母親はIBC岩手放送の元アナウンサーの石川千鶴子で、アナウンサーを退職後は英語の高校教諭へ転身、その後2023年4月から奥州FMのパーソナリティとして『毎日がヒットパレード』に出演している。2023年4月中にはこの番組にゲスト出演して親子共演が実現した。
MLB・ロサンゼルス・ドジャースの大谷翔平とは同じ奥州市出身の同学年で、『広報おうしゅう』2015年（平成27年）1月本号で小沢昌記市長（当時）を交えて対談したことがある。
特技は水泳と書道で、資格は英語検定2級・漢字検定2級・日本語検定3級・日本習字8段・スポーツ栄養プランナー・ペイントパーティーインストラクターを所持している。日本国内では普通自動車運転免許証は取得していなかったが、米国内で自動車学校に通い、運転免許を取得したことを明らかにした。
趣味は映画鑑賞・ウィンドーショッピング・雑誌を読むこと。
小学校の頃はアイスホッケーを3年間やっていた。
5歳から中学卒業まで10年水泳を習い、岩手県大会で4位になる。
中学1年の2007年に、100m・200m平泳ぎで『第54回岩手県中学校総合体育大会』に出場。中学3年の2009年には、100m平泳ぎで『第56回岩手県中学校総合体育大会』に出場。
奥州市立東水沢中学校2年の時、『英語暗唱大会』で奨励賞を受賞している。
高校2年生の時に『スピリット OF 平泉 高校生英語スピーチコンテスト』に出場し、「世界遺産平泉～世界が認めた崇高な精神文化～」という題でスピーチし、優秀賞を受賞した。
英語の高校教師をしていた母親の影響で幼少の頃より英語に親しみ、高校時代にオーストリアにホームステイした経験を持つ。
大学時代は半年間、チアリーディングのサークルに所属した。
同じ事務所だった同年代の久松郁実、松元絵里花とも仲が良い。
他局の同期アナ（2017年入社）では日本テレビの佐藤梨那アナ、テレビ朝日の三谷紬アナ、元TBSの山本里菜アナ、テレビ東京の角谷暁子アナとも親交があり、それぞれのInstagramで登場し合っている。
前述の通り、夫はNBA・フェニックス・サンズ所属のプロバスケットボール選手の渡邊雄太である。 出会いは2019年の『めざましテレビ』での取材時であり、トロント・ラプターズに在籍してた2021年の東京オリンピック終了後に交際をスタートし、婚約に至った。 当初は結婚時期などは決まってないとあったが、翌日に自身のInstagramで入籍したと明かした。

## 出演

### フリーアナウンサー時代

#### テレビ番組
- ポップUP!（2022年5月26日、フジテレビ）-「スター☆ニュース速報」ゲスト ※同局退社後初のテレビ番組出演であり、放送中に前述の婚約を発表した[53][54]。
- ありえへん∞世界（2022年7月19日、テレビ東京）- ゲスト出演 ※フジテレビ退社後初、他局の番組出演[55]。
- 秘密のケンミンSHOW（2022年8月11日、読売テレビ制作・日本テレビ系列放送）- ゲスト出演[56]
- 踊る!さんま御殿!!（2022年8月16日、日本テレビ）- ゲスト出演[57]
- ヒルナンデス!（2022年8月23日、日本テレビ）- ゲスト出演[58]
- サタデーファンキーズ　(2023年4月1日、岩手めんこいテレビ) - ゲスト出演
- サタデーファンキーズ　(2023年4月22日、岩手めんこいテレビ) - 「いわバス」のコーナーにVTR出演
- サタデーファンキーズ　(2023年5月27日、岩手めんこいテレビ) - ゲスト出演
- サタデーファンキーズ　(2023年5月27日、岩手めんこいテレビ) - ゲスト出演
- サタデーファンキーズ　(2023年6月3日、岩手めんこいテレビ) - 岩手県一関市に在る一関市総合体育館で開催された「TGC teen ICHINOSEKI 2023」に河合郁人と共にシークレットで初出演した模様を放送。
- サタデーファンキーズ　(2023年8月5日、岩手めんこいテレビ) - ゲスト出演
- サタデーファンキーズ　(2023年8月26日、岩手めんこいテレビ) - 「いわバス」のコーナーにVTR出演
- プレバト!! (2023年8月31日、MBSテレビ) - ゲスト出演

#### ランウェイ
- GirlsAward
  - Rakuten GirlsAward 2022 SPRING / SUMMER（2022年5月14日、幕張メッセ） - MC・モデル[59][60][61]
  - Rakuten GirlsAward 2022 AUTUMN / WINTER（2022年10月8日、幕張メッセ） - MC[62][63]

### フジテレビアナウンサー時代

#### テレビ番組
- 夜のアナウンサー研修（2017年6月6日 - 6月30日）
- めざましテレビ（2017年10月2日 - 2021年3月25日）[64]
  - お天気キャスター（2017年8月28日 - 9月1日） 阿部華也子の代役
  - 情報キャスター（2017年9月11日 - 15日）宮司愛海の代役、（2017年9月18日 - 22日）永島優美の休暇により、宮司愛海が総合司会を代理したことによる担当、（2018年4月2日 - 2019年3月29日）※月 - 金曜日担当、（2019年4月1日 - 2020年9月22日）※火曜日担当、（2020年9月30日 - 2021年1月7日・3月24・25日）※水・木曜日担当
  - スポーツキャスター（2017年10月2日 - 2019年3月29日）※月～金曜日担当、（2019年4月1日 - 2020年9月25日）※月・火・木・金曜日担当、（2020年9月30日 - 2021年1月7日・3月24・25日）※水・木担当
  - 金曜総合司会（2020年4月 - 6月・8月・9月・2022年1月21日）※2班体制によるもので佐野瑞樹と共同で担当。なお、この期間は平日の他の曜日に出演していない。
- クジパン（2017年7月4日 - 9月30日）
- めざましテレビ アクア
  - 情報キャスター（2017年10月6日 - 2018年3月30日）※金曜日担当
- 世にも奇妙な物語'17秋の特別編（2017年10月14日）
- ウケメン（2018年11月24日 - 2020年9月26日）※進行
- ちびまる子ちゃん（2019年10月13日） - あきこちゃん 役[65]
- バイキングMORE（2020年9月28日 - 2021年3月15日）※月曜日担当
  - 2時プロジェクト～気になってるの私だけですか?～（2020年9月28日 - 12月28日）
  - 真麻&アンミカの些細な問題!こんな時どうしてる?（2021年1月18日 - 3月15日）
- めざまし8
  - 情報キャスター（2021年3月30日 - 2022年3月22日）※火曜日担当[66]
  - 永島優美休暇時の代理総合司会（2021年10月25日・26日・2022年1月31日〜2月2日）
- めざましどようび（2019年4月6日 - 2022年4月2日）
  - 総合司会(メーンキャスター)（2019年4月6日 - 2020年12月26日）
  - 総合司会(メーンキャスター)兼スポーツキャスター（2021年1月9日 - 2022年4月2日）
- さんまのお笑い向上委員会
  - アシスタント（2021年4月3日 - 2022年3月26日）[67]

#### 映画
- 記憶にございません!（2019年） - ミスしらたき 役
- 一度死んでみた（2020年）- アナウンサー 役

### 学生モデル時代

#### テレビ番組
- リーガ・ウィークエンドプレビュー（2014年8月26日 - 2015年5月19日、WOWOWメンバーズオンデマンド） - 三代目リーガール[68][69]
- タビノイロ。旅美人への手紙（2014年4月8日 - 4月29日、2015年3月17日 - 4月7日、フジテレビ）
- 柴柳二郎の夢トーク（テレビ岩手） - アシスタント

#### CM
- ソフトバンクモバイル 4G LTE（2013年12月 -不明 ）
- 旭化成不動産レジデンス ヘーベルROOMS（2015年1月 -不明）[70]
- 花王 ケープ ナチュラル&キープ (2015年11月 - 不明）

#### 広告
- 旭化成 旭化成グループキャンペーンモデル（2014年）[7]

#### テレビドラマ
- 近キョリ恋愛〜Season Zero〜（2014年7月20日 - 10月12日、日本テレビ） - 坂井麻理恵 役
- THE LAST COP/ラストコップ（2015年6月19日、日本テレビ） - 水嶋茉莉花 役
- 世にも奇妙な物語　25周年記念！秋の２週連続SP～傑作復活編・映画監督編～（2015年11月21日、フジテレビ） - 外村沙織 役
- 4Kオリジナルドラマ「恋子focus　～ある転校生の物語～」（2016年4月～不明、ひかりTV・岩手めんこいテレビ 共同制作） - 水沢恋子 役（主演）

#### ランウェイ
- GirlsAward 2014 AUTUMN / WINTER（2014年）[71]
- GirlsAward 2015 SPRING / SUMMER（2015年）[72]
- GirlsAward 2015 AUTUMN / WINTER（2015年）[73]

## 書籍

### 雑誌連載
- non-no（2014年11月号[9] - 2017年4月号、集英社） - 専属モデル
- BAILA 連載コラム「久慈暁子のニューヨークライフ」（2022年 - ）[74]

## イメージキャラクター
- たまるbyフジテレビ　OMiKUJI（フジテレビジョン）[75]

## その他
- 一日警察署長 富士警察署（2014年08月29日）[76]
- 一日警察署長 東京湾岸警察署（2017年9月24日）[77][78][79]
- カメラ雑誌『CAPA』表紙（2015年4月号）[80]
- サッカーゲームキング表紙（2014年12月号）[81]